# 美和ロック
美和ロック株式会社（みわロック）は、東京都港区芝3丁目1番12号に本社を持つ、錠前と鍵を製造・販売している会社である。1945年5月5日に設立された。

## 概要
- 2008年現在、鍵市場の出荷額では国内シェア60%を超えるトップメーカーである。主力工場は玉城工場で、同社の鍵生産の約9割を担っている。
- 創業者の和氣一郎（1960年（昭和35年）没）は1921年（大正10年）東京帝大工学部の卒業論文で、「世界に先駆けてロータリーエンジンの構想を提案した」と言われている。
- 社名の「美和」は、創業者（和氣一郎）の姓の「和」と、「美しく和する」の意味を込めている。
- 2000年頃より、同会社の鍵を採用している住宅が相次いで空き巣に開錠され被害が広がり、対策品も同様に開錠され被害が多数あったが、他鍵企業と同じくピッキング対策がすすんでいる。

## 事業所
- 国内
  - 東京本社
  - 支店：横浜、北陸（金沢）、中部（名古屋）、関西（大阪）、九州
  - 営業所：札幌、仙台、広島、高松、沖縄
  - 工場：伊勢、玉城、南勢（以上三重県）、盛岡（岩手県）、川崎（神奈川県）
- 海外
  - アメリカ（シカゴ）

## 沿革
- 1935年（昭和10年）[3]、不二製作所（現・不二サッシ）取締役技師長をしていた和氣一郎は、政府の要請で東京都大田区大森に美和ロックの前身となる軍需会社「美和工業」を創業、機関砲の弾や信管の切削、加工を手掛ける。
- 1945年（昭和20年）5月、戦争が激化するのに伴い、三重県度会郡小俣町（現・伊勢市）に工場疎開（工場名は伊勢工場）、社名を「五十鈴兵器」に変更して設立する。
- 終戦後は「美和産業」に社名変更し、除草機用の刃物などの製造を手掛ける。
- 1950年（昭和25年）、日本銀行から現金輸送箱の封印錠を受注したのを機に、錠前・鍵の研究・開発を始める。
- 1957年（昭和32年）、日本住宅公団により公団住宅用錠前の指定メーカーとなる。これを機に、大口需要を獲得していく。
- 1972年（昭和47年） - 社名を「美和ロック工業」に改称する。
- 1977年（昭和52年）4月1日 - 盛岡工場を設立する。
- 1990年（平成2年）9月 - 三重県度会郡玉城町に美和ロック工業の玉城工場（第1期工場）が完成、9月17日に完成式を挙行する[4]。
- 1993年（平成5年）6月1日 - 美和ロック工業、美和ロック（美和ロック工業製品の販売会社）、日本電子ロック（美和ロック工業の関連会社）の3社が合併する。存続会社は美和ロック工業、新社名は「美和ロック」とし、本社を三重県度会郡小俣町湯田409-13から旧美和ロック本社のあった東京都港区芝3-1-12に移転する[5]。
- 1995年（平成7年）5月 - 玉城工場の第2期工場（創立50周年記念工場）が完成、5月25日に完成披露式を挙行する[6]。
- 1999年（平成11年）2月4日 - 伊勢工場と玉城工場がISO9001の認証を取得する[7]。
- 2001年（平成13年）1月23日 - 盛岡工場がISO9001の認証を取得する[8]。